# کارمن والدس
کارمن والدس (اسپانیایی: Carmen Valdés‎؛ زادهٔ ۲۳ نوامبر ۱۹۵۴) دونده زن اهل کوبا است.
وی در مسابقات کشوری و بین‌المللی در مجموع برندهٔ ۳ مدال طلا، ۲ مدال نقره، ۱ مدال برنز شده‌است.